# Alena Polenská
Alena Polenská (auch Alena Mills; * 9. Juni 1990 in Kutná Hora, Tschechoslowakei) ist eine tschechische Eishockey- und Inlinehockeyspielerin, die seit 2024 bei den ZSC Lions Frauen in der Schweizer Women’s League unter Vertrag steht und dort auf der Position der Stürmerin spielt.

## Karriere
Alena Polenská begann ihre Karriere in ihrem Heimatland beim HC Litvínov. 2005 ging sie als Schülerin nach Nordamerika und lernte am Wyoming Seminary, wo sie im Winter Eishockey und im Sommer Lacrosse und Feldhockey spielte.
Bei der erstmals ausgetragenen U18-Weltmeisterschaft der Frauen 2008 gewann sie die Bronzemedaille und erzielte im Entscheidungsspiel um diese zwei Tore. Im selben Jahr bei den Inlinehockey-Weltmeisterschaften 2008 gewann sie mit dem tschechischen Inlinehockey-Nationalteam die Goldmedaille.
Von 2009 bis 2013 studierte Polenská an der Brown University und spielte parallel für die Brown Bears, das Eishockeyteam der Universität, in der NCAA Division I (ECAC Hockey).
2013 kehrte sie nach Europa zurück und wurde vom HK Dynamo Sankt Petersburg aus der russischen Fraueneishockey-Meisterschaft unter Vertrag genommen. Im Sommer 2018 heiratete sie den US-Amerikaner Thomas Mills, der in Sankt Petersburg als Lehrer arbeitete. Sie nahm den Nachnamen ihres Mannes an und lief bis zum Jahr 2024 unter dem Namen Alena Mills auf.
Es folgten zwei Jahre beim Top-Klub Agidel Ufa, mit dem sie 2019 die russische Meisterschaft gewann, ehe sie zur Saison 2020/21 innerhalb der Liga zum chinesischen Team KRS Vanke Rays wechselte. Zu Beginn der Saison 2021/22 spielte sie zwei Monate für HPK in der Naisten Liiga. Anschließend kehrte sie zu den Vanke Rays zurück, mit denen sie 2022 erneut die russische Meisterschaft gewann. Anschließend verließ sie die Liga und wurde vom Brynäs IF aus der Svenska damhockeyligan (SDHL) verpflichtet. Mit Brynäs IF belegte sie am Ende der Saison 2022/23 den zweiten Rang in der Meisterschaft. Anschließend kehrte sie zu Agidel Ufa in die Schenskaja Hockey-Liga zurück. Auf die Saison 2024/25 wechselte sie zu den ZSC Lions Frauen in die Schweiz.
Alena Polenská vertrat Tschechien bis 2021 bei insgesamt 12 IIHF-Frauen-Weltmeisterschaften, darunter die Turniere der Top-Division 2013, 2016, 2017, 2019 und 2021, drei Turniere der Division 1 in den Jahren 2005 bis 2009, drei Turniere der Division 1A in den Jahren 2012 bis 2015 sowie bei der Frauenweltmeisterschaft der Division II 2011. Zwischen 2011 und 2022 agiert Polenská zudem als Mannschaftskapitänin des tschechischen Nationalteams. Im November 2021 qualifizierte sie sich mit dem Nationalteam nach vier erfolglosen Versuchen erstmals für ein olympisches Eishockeyturnier. Bei der Eröffnungsfeier der Olympischen Winterspiele in Peking 2022 war sie zusammen mit Michal Březina Fahnenträgerin des tschechischen Olympiateams. Im gleichen Jahr, bei der Eishockey-Weltmeisterschaft der Frauen 2022, gewann Polenská mit dem tschechischen Nationalteam die Bronzemedaille und erreichte deamit den größten Erfolg in der Geschichte des tschechischen Fraueneishockeys. Bei den Welttitelkämpfen 2023 gewann Polenská eine weitere Bronzemedaille und beendete anschließend ihre Karriere als Nationalspielerin. Insgesamt absolvierte sie 260 Länderspiele, in denen sie 102 Tore und 133 Assists erzielte.

## Erfolge und Auszeichnungen

### Eishockey
| - 2008 Bronzemedaille bei der U18-Frauen-Weltmeisterschaft - 2011 Aufstieg in die Division I bei der Weltmeisterschaft der Division II - 2012 Aufstieg in die Top-Division bei der Weltmeisterschaft der Division IA - 2013 Zlatá hokejka - 2014 Aufstieg in die Top-Division bei der Weltmeisterschaft der Division IA - 2015 Aufstieg in die Top-Division bei der Weltmeisterschaft der Division IA - 2015 Zlatá hokejka | - 2019 Teilnahme am All-Star-Game der Schenskaja Hockey-Liga - 2019 Russische Meisterin mit Agidel Ufa - 2020 Teilnahme am All-Star-Game der Schenskaja Hockey-Liga - 2022 Russische Meisterin mit den KRS Vanke Rays - 2022 Bronzemedaille bei der Weltmeisterschaft - 2023 Schwedische Vizemeisterin mit Brynäs IF - 2023 Bronzemedaille bei der Weltmeisterschaft |

### Inlinehockey
- 2004 Bronzemedaille bei der Inlinehockey-Weltmeisterschaft[13]
- 2008 Goldmedaille bei der Inlinehockey-Weltmeisterschaft
- 2009 Silbermedaille bei der Inlinehockey-Weltmeisterschaft
- 2010 Goldmedaille bei der Inlinehockey-Weltmeisterschaft

## Karrierestatistik
(Legende zur Spielerstatistik: Sp oder GP = absolvierte Spiele; T oder G = erzielte Tore; V oder A = erzielte Assists; Pkt oder Pts = erzielte Scorerpunkte; SM oder PIM = erhaltene Strafminuten; +/− = Plus/Minus-Bilanz; PP = erzielte Überzahltore; SH = erzielte Unterzahltore; GW = erzielte Siegtore; 1 Play-downs/Relegation; Kursiv: Statistik nicht vollständig)